# Rihairo Meulens
Rihairo Daniël Meulens (Apeldoorn, 3 juni 1988) is een Curaçaos-Nederlands gewezen voetballer die bij voorkeur als aanvaller speelde. Hij kwam in het betaalde voetbal uit voor Vitesse, AGOVV, FC Dordrecht, Roda JC, Almere City, Rapid Boekarest, Zira FK en FC Volendam.

## Clubcarrière
Meulens begon met voetballen bij amateurclub WSV en stapte in 2001 over naar de jeugdopleiding van Vitesse. Hij begon in de C1 en groeide door naar Jong Vitesse. Ook zat hij enkele keren dicht bij een selectie voor het nationale elftal onder 19, maar verder dan de reservelijst kwam hij niet. Hij maakte zijn debuut voor de hoofdmacht van Vitesse op 23 september 2006 in de thuiswedstrijd tegen Heracles Almelo, waar hij tien minuten voor tijd inviel voor Etiënne Esajas. Met het aantrekken van de aanvallers Harrie Gommans, Santi Kolk en Juan Gonzalo Lorca werden de kansen op speeltijd voor Meulens in het seizoen 2007/2008 kleiner, en werd hij verhuurd aan AGOVV Apeldoorn. Het daaropvolgende seizoen kwam Meulens op huurbasis uit voor FC Dordrecht. Het seizoen 2009/10 kwam hij uit voor Roda JC. Van 2011 tot 2013 speelde Meulens voor Almere City FC.
Op 2 september 2013 tekende Meulens wederom een contract bij FC Dordrecht, dat hem vastlegde tot de zomer van 2014. Met Dordrecht promoveerde Meulens in het seizoen 2013/14; in het daaropvolgende seizoen was hij in de eerste seizoenshelft actief voor de club. In januari 2015 tekende Meulens een contract bij Rapid Boekarest. Een half jaar later keerde hij terug naar Nederland, waar hij in juli 2015 een contract tot medio 2016 tekende bij FC Emmen. In zijn verbintenis werd een optie voor nog een seizoen opgenomen. Twee dagen later vertelde Meulens Emmen dat hij toch af wilde zien van een verblijf bij de club omdat dit voor 'hem wegens  privé-omstandigheden niet ideaal zou zijn'. Emmen ging akkoord en speler en club zagen af van een samenwerking. Op 27 juli 2015 verbond hij zich voor twee seizoenen aan Zira FK uit Bakoe, Azerbeidzjan. Per januari 2016 werd zijn contract ontbonden. Hierna tekende hij op 22 juli 2016 na een succesvolle stage bij FC Volendam, waar hij na een seizoen vertrok. Nadien speelde Meulens in het amateurvoetbal voor VVOG en ASV Dronten, alvorens hij in 2024 zijn voetbalschoenen aan de wilgen hing. 

## Interlandcarrière
In september 2011 werd Meulens door Manuel Bilches geselecteerd voor het nationale elftal van Curaçao. In zijn eerste wedstrijd tegen Antigua en Barbuda was hij direct trefzeker. Het was de enige wedstrijd in het WK-kwalificatietoernooi die hij speelde en tot het seizoen 2014/15 zijn enige interland. In september 2014 speelde Meulens tweemaal in de voorrondes voor de Caribbean Cup 2014; tegen Puerto Rico werd gelijkgespeeld (2–2), van Grenada werd met 2–1 gewonnen. In november maakte Meulens in de groepsfase van de Caribbean Cup twee doelpunten in drie groepswedstrijden.